# Find-a-Drug
Find-a-Drug war ein nicht profitorientiertes Projekt der Firma Treweren Consultants Ltd. in England, mit dem neue Medikamente durch Volunteer-Computing entwickelt werden sollten. Treweren Consultants hat auch die anfänglich beim  Krebsforschungsprojekt von United Devices eingesetzte Software „THINK“ entwickelt. THINK ist eine Software zum Simulieren chemischer Moleküle (Computerchemie). Später trennten sich die Wege der beiden Unternehmen, und Treweren gründete ein eigenes Projekt, Find-a-Drug, bei dem eine verbesserte und ständig weiterentwickelte Version der Software THINK eingesetzt wurde.
Bei Infektionskrankheiten und deren Bekämpfung spielen vor allem Proteine eine große Rolle, die von krankheitserregenden Keimen produziert werden. So produziert beispielsweise der Parasit Plasmodium falciparum, der Erreger der Malaria, ein Protein namens Plasmepsin 2, das er dringend für seinen Stoffwechsel benötigt. Könnte man eine vom menschlichen Körper vertragene Chemikalie entwickeln, die diesen Stoff binden kann, hätte man ein neues Medikament gegen Malaria, in diesem Fall eines, das den Stoffwechsel des Parasiten stört. Meistens enthalten Erreger mehrere verschiedene Proteine, die als Angriffsziele für eine Therapie geeignet sind, so dass auch Kombinationspräparate denkbar sind, die den Stoffwechsel eines Erregers gleich in mehrfacher Hinsicht stören und ihn auf diese Weise vernichten können.
Im Rahmen des Projektes Find-a-Drug wurden per Computersimulation mehr oder weniger zufällig konstruierte, theoretische, zunächst nur im Computer existierende chemische Moleküle mit einer Art Brute-Force-Verfahren daraufhin untersucht, ob sie an ein bestimmtes Protein eines Krankheitserregers anbinden, das heißt mit diesem reagieren können. Die am besten geeigneten Moleküle wurden dann von Chemikern tatsächlich im Labor erzeugt und erprobt.
Im Rahmen des Projektes Find-a-Drug wurden mehrere Milliarden solcher chemischer Moleküle untersucht, weswegen eine große Rechenleistung erforderlich war. Daher hat man für dieses Projekt das  verteilte Rechnen gewählt. Die im Rahmen des Projektes erzielten Ergebnisse wurden an interessierte Forscher, zumeist an Universitäten in aller Welt, aber zum Teil auch an Unternehmen weitergegeben. Find-a-Drug arbeitete nicht profitorientiert und benutzte dabei gelegentlich eingenommene Gelder nur, um das Projekt selbst zu unterhalten. Bisher hat Find-a-Drug an Medikamenten gegen Malaria, Tuberkulose, Krebs, AIDS, Multiple Sklerose und andere Erkrankungen geforscht, und viele der dabei erzielten Ergebnisse wurden schon an Universitäten weitergegeben und dort mit zum Teil bemerkenswerten Erfolgen im Laborversuch getestet.
Auf der offiziellen Website wurde am 1. November 2005 bekannt gegeben, dass Find-a-Drug zum 16. Dezember 2005 beendet werden würde.